# Tersicore (Cosmè Tura)
Tersicore è un dipinto a tempera su tavola (117,5x81 cm) di Cosmè Tura e Angelo Maccagnino, databile al 1460 circa e conservato nel Museo Poldi Pezzoli di Milano.

## Storia
L'opera proviene dallo studiolo di Belfiore, il cui allestimento fu cominciato da Lionello d'Este nel 1447 e portato avanti da suo fratello Borso fino al 1463. Si tratta probabilmente della prima tavola completata dal Tura dopo la morte di Angelo Maccagnino, precedente artista di corte.
Dopo la distruzione del palazzo di Belfiore, a causa di un incendio nel 1632, le opere superstiti dello studiolo furono disperse. Oggi se ne conoscono otto. L'identificazione con la musa Calliope non è certa e in passato si è fatto il nome anche di Erato o della Primavera. Il programma iconografico, ideato dall'umanista Guarino Veronese, si basò su alcune commistioni tra le muse e altre simbologie, tratte da un commento medievale a Le Opere e i giorni di Esiodo, in cui esse assumevano un significato propiziatorio legato alla coltivazione dei campi.

## Descrizione e stile
Tersicore, musa della danza, è rappresentata come una fanciulla in trono su pedana circolare, vestita di un ricco abito in velluto, con davanti tre putti che danzano allegramente reggendo nastri di seta trasparente. La particolare foggia del vestito, legata alla moda che si affermò in Italia dagli anni cinquanta del Quattrocento, permette di datare la tavola non anterioremente a quella data. Una finta allacciatura scende sul ventre e sul fianco, garantendo l'aderenza al busto, adattandosi all'uso anche durante la gravidanza: la veste aperta sul ventre infatti sembra alludere alla fertilità.
La parte inferiore del dipinto, con i putti, è quella dove sono più evidenti i caratteri tipici dell'arte di Tura, con i volti fortemente espressivi, nel chiaroscuro incidente, nel ricco panneggio blu della veste della musa e nel dettaglio dei piedi che sporgono in scorcio oltre il gradino, un espediente appreso forse da Andrea Mantegna.
Si è per questo ipotizzato che il quadro fosse stato avviato da Maccagnino nella parte superiore e poi completato da Tura. Il volto della donna è infatti dolce e dall'illuminazione convenzionale, con il busto impostato rigidamente.
L'iscrizione alla base dello zoccolo ("EX DEO EST CHARITAS ET IPSA DEUS EST") ha fatto a lungo supporre che si trattasse di una raffigurazione della Carità, ma tale ipotesi appare smentita da una lettera datata 5 novembre 1447 in cui Guarino Veronese spiega al marchese il programma decorativo da lui ideato.